# Polskie Towarzystwo Biometryczne
Polskie Towarzystwo Biometryczne (PTB) – stowarzyszenie naukowe skupiające osoby związane z biometrią na gruncie zawodowym, bądź interesujące się zagadnieniami dotyczącymi tej dziedziny nauki.

## Historia
Polskie Towarzystwo Biometryczne powstało jako sekcja Polskiego Towarzystwa Przyrodników im. Kopernika na zjeździe w dniach 19–21 lutego 1959 w Instytucie Matematycznym PAN we Wrocławiu. Pomysłodawcą założenia towarzystwa był prof. Jerzy Spława-Neyman, który działał w porozumieniu z Zarządem Biometric Society. Prof. Spława-Neyman wrócił się do Wydziału II Polskiej Akademii Nauk z propozycją utworzenia w Polsce Towarzystwa Biometrycznego. Na jego ofertę odpowiedzieli profesorowie skupieni wokół profesora Uniwersytetu Wrocławskiego Juliana Perkala: matematycy, antropolodzy, lekarze, leśnicy, botanicy i rolnicy (Anna Bartkowiak, Tadeusz Bogdanik, Józef Łukaszewicz, Jerzy Kucharczyk, Krzysztof Rostański, Bolesław Rutkowski, Jan Sekuła, Franciszek Szczotka, Hubert Szczotka, Adam Wanke, Stefan Zubrzycki). Na przewodniczącego Sekcji Biometrycznej został wybrany Julian Perkal.
W początkach 1961 Sekcja Biometryczna przy Polskim Towarzystwie Przyrodników im. Mikołaja Kopernika przekształciła się w Polskie Towarzystwo Biometryczne. 26 maja 1961 władze państwowe zatwierdziły statut PTB. Członkowie Towarzystwa wywodzą się głównie z ośrodków akademickich w Polsce. Za swój główny cel działalności Towarzystwo przyjęło popularyzowanie i rozpowszechnianie zastosowań metod matematycznych w naukach biologicznych i biotechnicznych.
W 1970 powstał projekt organizowania przez PTB i Komitet Uprawy Roślin PAN konferencji biometrycznych. Odbywały się one w różnych miejscach Polski. Wygłoszone referaty były wydawane. Wrześniowe konferencje nigdy nie doszłyby do skutku, gdyby nie profesor Wiktor Oktaba, który był ich inicjatorem i organizatorem. Pierwsza z serii tych konferencji odbyła się w Lublinie w dniach 19–23 września 1970 i od niej rozpoczął się cykl konferencji o nazwie Colloquium Metodologiczne z Agrobiometrii. Owocem każdego Colloquium były materiały wydawane wspólnie przez PTB i Komitet Uprawy Roślin PAN. W 1995 zmieniono nazwę na Colloquium Biometryczne. W dalszych latach konferencje były organizowane samodzielnie przez Polskie Towarzystwo Biometryczne. Obecnie doroczne sesje naukowe Towarzystwa mają miejsce w lutym i w grudniu.

## Działalność
Towarzystwo funkcjonuje na zasadzie forum naukowego. Jego członkowie spotykają się w celu przedstawienie swoich pomysłów i doświadczeń, wymiany myśli i poglądów. Celem działalności PTB jest edukacja w zakresie biometrii, wspieranie badań w tej dziedzinie, korzystanie z metod biometrycznych i przedstawianie nowych obszarów ich wykorzystania, łączenie polskich biometryków i ich reprezentowanie. PTB realizuje swoje cele poprzez współpracę matematyków i przyrodników zajmujących się różnymi dziedzinami wiedzy, organizowanie spotkań naukowych, wydawanie prac i materiałów o tematyce biometrycznej oraz propagowanie metod biometrycznych. PTB jest organizatorem posiedzeń, seminariów, kursów, konferencji, odczytów i konsultacji. Prace Towarzystwa koncentrują się na tematyce: antropologicznej, dendrometrycznej, medycznej oraz planowania i analizy doświadczeń.
Aby zostać członkiem Towarzystwa, należy opublikować lub przedstawić na posiedzeniu Towarzystwa własną pracę naukową, w której zostały zastosowane metody biometryczne oraz uznawać cele i zadania wymienione w statucie. Osoba spełniająca te warunki zostanie przyjęta w poczet członków Towarzystwa, jeżeli zostanie polecona przez dwóch członków Towarzystwu na piśmie i uzyska większość głosów Zarządu.
Najwyższą władzą PTB jest Walne Zgromadzenie. Członkowie Walnego Zgromadzenia wybierają Zarząd Główny.

## Zjazdy
Istotną rolę w upowszechnianiu metod biometrycznych odgrywają coroczne zjazdy i konferencje: w lutym, w grudniu oraz Colloquium Biometryczne we wrześniu. Biorą w nich udział goście z ośrodków akademickich nie tylko w Polsce, ale również z zaprzyjaźnionych krajów: Czech, Słowacji, Portugalii, Szwecji. Towarzystwo organizuje wspólnie z Univeridade Aberta w Lizbonie Polsko-Portugalskie warsztaty z biometrii.

## Wydawnictwa
Towarzystwo wydaje dwa czasopisma:
- Biometrical Letters[1]
- Colloquium Biometricum[2]